# أماديو (لاعب كرة قدم)
أماديو هو لاعب كرة قدم برازيلي، ولد في 6 مارس 1990 في ريسيفي في البرازيل. لعب مع Araz Naxçivan ‏.

## وصلات خارجية
- أماديو (لاعب كرة قدم) على موقع الاتحاد الأوربي (الإنجليزية)